# Paitone
Paitone är en ort och kommun i provinsen Brescia i regionen Lombardiet i Italien. Kommunen hade 2 125 invånare (2018).